# フランシス・クリーブランド
フランシス・クララ・クリーブランド・プレストン（Frances Clara Cleveland Preston、旧姓フォルサム（Folsom）;1864年7月21日 – 1947年10月29日）は、1886年から1889年まで、また1893年から1897年まで、グロバー・クリーブランド大統領の妻としてアメリカ合衆国のファーストレディを務めた。大統領の妻としてファーストレディとなった時点の年齢は21歳で、最年少の記録である。

## 若い頃
フランク・クララ・フォルサム（Frank Clara Folsom）と最初に名付けられた彼女は、ニューヨーク州バッファローで、エマ（旧姓ハーモン）とオスカー・フォルサム（弁護士で初期の頃にヨーロッパからニューハンプシャー州エクセターに移住した人の子孫）の元に生まれた。妹のネリー・オーガスタは1歳の誕生日を迎える前の1872年に亡くなった。フランシス・クリーブランドの祖先は全員イギリス出身であり、マサチューセッツ州、ロードアイランド州、ニューハンプシャー州に定住して、最終的にニューヨーク州西部に移住した。
最初おじに敬意を表してフランクと名付けられたが、後に女性名のフランシスに変えた。未来の夫となるグロバー・クリーブランドは父オスカー・フォルサムの長年の親友であった。クリーブランドは27歳の時に乳児期の彼女に出会い、彼女を気に入ってベビーカーを買い与え、成長するにつれ溺愛するようになった。1875年7月23日、オスカーが馬車の事故で亡くなった。遺言書は残されておらず、裁判所はクリーブランドを財産管理者に任命した。
彼女は、ニューヨーク州バッファローのセントラル・ハイスクールとニューヨーク州メディナのメディナ・ハイスクールに通い、その後、ニューヨーク州カユガ郡オーロラのウェルス大学に通った。クリーブランドは、1885年春に彼女が母親とともにワシントンD.C.を訪れた際に、彼女にプロポーズした。2人は1886年6月2日にホワイトハウスのブルールームで結婚した。クリーブランドが49歳、フランシスが21歳だった。

## 子女

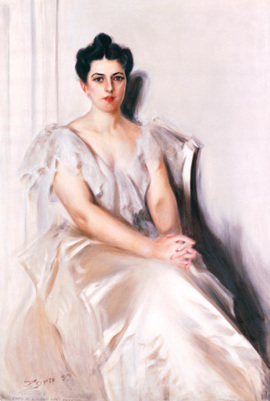
フランシス・クリーブランド
- en:Anders Zorn（1899年）

クリーブランド夫妻には5人の子どもがいた。
- ルース・クリーブランド（英語版）（1891年–1904年）
- エスター・クリーブランド（英語版）（1893年–1980年）
- マリオン・クリーブランド（1895年–1977年）
- リチャード・フォルサム・クリーブランド（英語版）（1897年–1974年）
- フランシス・グロバー・クリーブランド（英語版）（1903年–1995年）

また、イギリスの哲学者フィリッパ・フットは孫娘である。

## その後の人生
1908年に夫が亡くなった後に、フランシス・クリーブランドは、ニュージャージー州プリンストンに居住した。1913年2月10日、48歳で、彼女はアルマ・マータ（母校）のウェルス大学の考古学教授であるen:Thomas J. Preston Jr.と結婚した。再婚した最初の大統領未亡人だった。1914年8月に第一次世界大戦が勃発した頃に、2人の娘マリオン、エスターと息子フランシスとともにスイスのサンモリッツで休暇を過ごしていた。彼女たちは1914年10月1日にイタリアのジェノヴァ経由でアメリカ合衆国に帰国した。その後すぐに、主戦派のen:National Security Leagueのメンバーになり、1918年11月にen:Speakers bureauと "Committee on Patriotism through Education"の責任者に就任した。
彼女は、人口の大部分が同化しておらず、ある意味で国が適切に協力することを妨げていると主張してNational Security League内部で論争を巻き起こした。学校の生徒に戦争に賛成するように心理的に吹き込もうとしていると思われて、組織の構成員が激怒したために、彼女は1919年12月8日に辞任した。また、彼女は女性参政権に反対する運動を起こし、「未だに女性は投票するための知性がない」と主張した。1913年5月、the "New Jersey Association Opposed to Woman's Suffrage"の副会長に選ばれ、the Princeton chapterの会長を務めた。
彼女は、1930年代の世界恐慌中に、en:Needlework Guild of Americaを率いて貧しい人々向けに古着を寄付した。
クリーブランドは、ボルチモアにある息子のリチャードの家で彼の50歳の誕生日を祝う中で、1947年10月29日に83歳で眠るように亡くなった。彼女は、プリンストン墓地で、最初の夫クリーブランド大統領の隣に埋葬された。
フランシス・クリーブランドに敬意を表して、ウェルス大学のキャンパスにクリーブランド・ホールが1911年に建設された。元々は図書館だったが、現在は外国語、女性学の講義、フードバンクが行われている。